# Callicostella spurio-pallida
Callicostella spurio-pallida är en bladmossart som beskrevs av Brotherus 1907. Callicostella spurio-pallida ingår i släktet Callicostella och familjen Hookeriaceae. Inga underarter finns listade i Catalogue of Life.